# Drapelul Danemarcei

Dannebrog. Această versiune, cunoscută sub numele de Stutflag, e folosită pentru scopuri civile. Proporții: 28:37

Drapelul național al Danemarcei, numit și Dannebrog, este roșu, cu o cruce scandinavă albă care se întinde până la marginile drapelului; partea verticală a crucii este deplasată spre catarg. Designul steagului danez a fost apoi adoptat și de alte țări nordice: Suedia, Norvegia, Finlanda și Islanda. În timpul uniunii personale Norvegia-Danemarca, acest steag a rămas și steagul Norvegiei, până ce această țară și-a adoptat propriul drapel în 1821. Dannebrogul este cel mai vechi steag național încă folosit, datând încă din secolul al XIV-lea.